# Anton Gliszczynski
Graf Anton Gliszczynski (poln. Antoni Gliszczyński, * 7. Januar 1766 in Roznów; † 25. Dezember 1835 in Warschau) war ein polnischer Adliger und Politiker.

## Leben

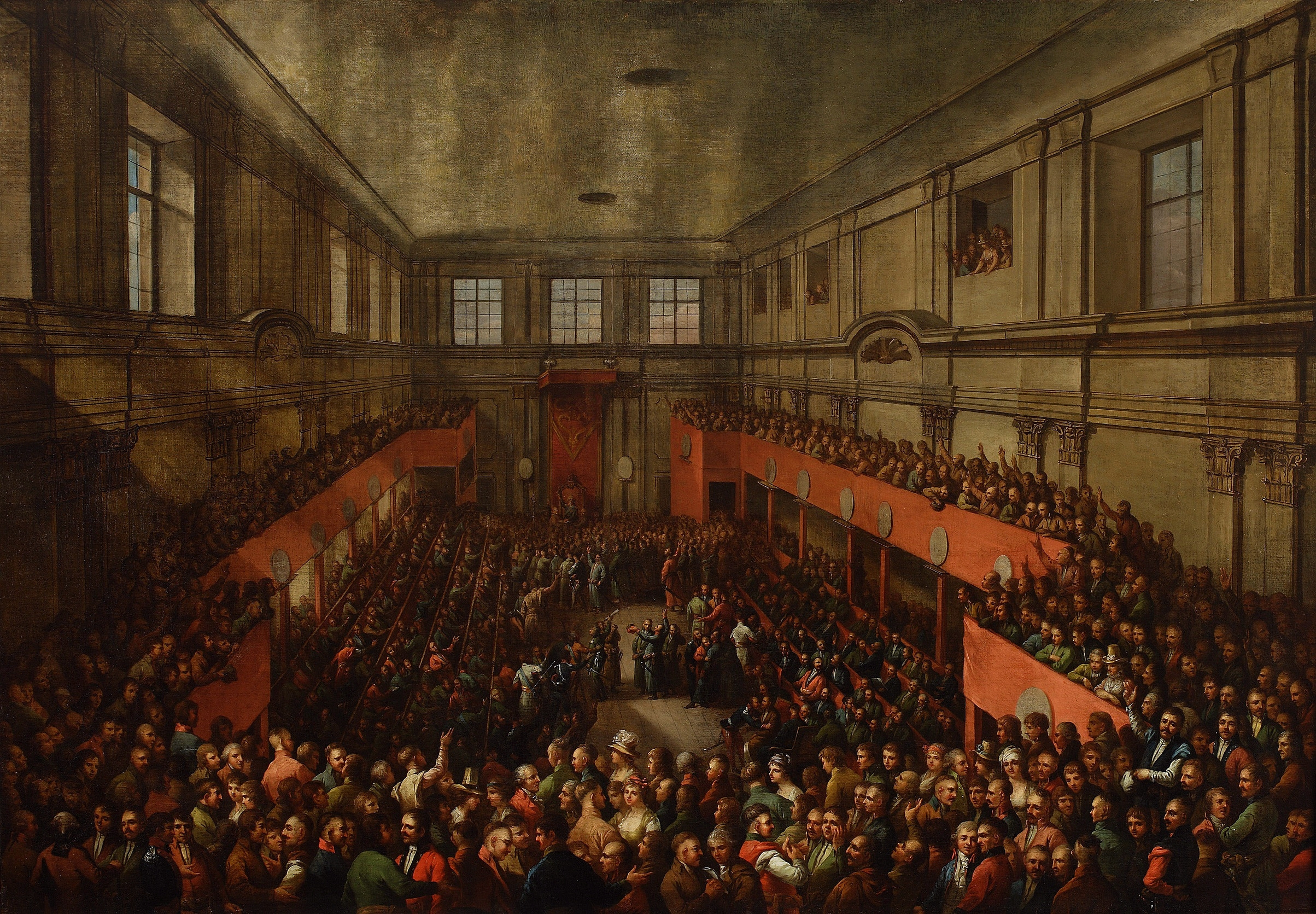
1791: Der Vierjährige Sejm nimmt die Verfassung vom 3. Mai im Warschauer Königsschloss an.

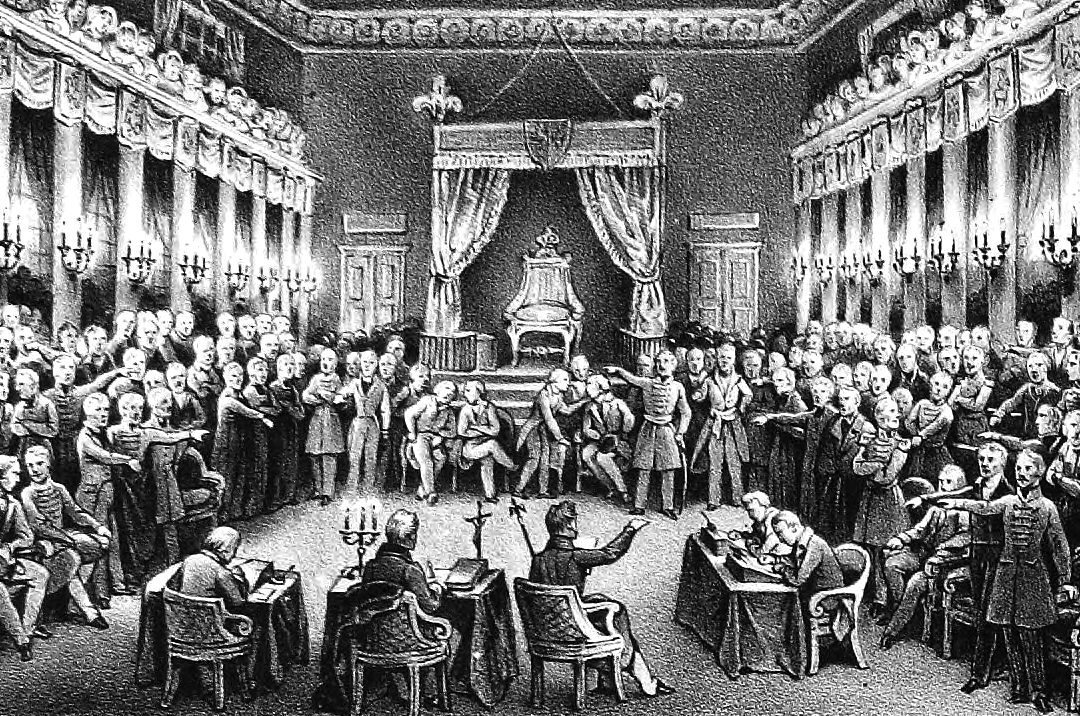
Entthronung des Zaren Nikolaus I. als König Polens, am 25. Januar 1831 durch den Sejm im Novemberaufstand

Gliszczyński war der Sohn des Grafen Józef Gliszczyński (ca. 1730–1799), der 1779–1786 stellvertretender Magistrat von Posen war, und dessen Frau Eleonora.
Er selbst bekleidete bereits ab 1791 verschiedene hohe Staatsämter. Er war Mitglied, für die Woiwodschaft Posen, des Vierjährigen Sejm (1788–1792) und unterstützte die Verfassung vom 3. Mai 1791, die erste moderne Verfassung Europas. Während der Konföderation von Targowica war er einer der Initiatoren der patriotischen Verschwörung und beteiligte sich aktiv an den Vorbereitungen zum Kościuszko-Aufstand.
Nach der napoleonischen Invasion und dem Frieden von Tilsit im Jahre 1807 wurde er im Herzogtum Warschau Mitglied der Obersten Militär- und Verwaltungsrats und ab Mai 1807 Präfekt des Departements Bydgoszcz (Bromberg).
Während der Zeit des polnischen Königreichs (Kongresspolen) wurde er 1815 Mitglied des Staatsrats, ab 1817 Senator, und ab 1818 Richter des höchsten Gerichts.
1830 beteiligte er sich am Novemberaufstand und der damit verbundenen Absetzung des Zaren Nikolaus I. als König von Polen durch den polnischen Sejm.  Am 14. Mai 1831 wurde er in der Regierung des Fürsten Adam Jerzy Czartoryski Minister für Inneres und Polizei.  Im Juni und Juli 1831 war er zeitweise Marschall des Senats im Sejm.

## Ehen und Kinder
- Gliszczyński war seit etwa 1780 verheiratet mit Marianna Kwilecka (ca. 1768–1838). Aus dieser Ehe stammte die Tochter Karolina Gliszczyńska (* 1789).
- In zweiter Ehe heiratete er um 1790 Franciszka Rzętkowska (* ca. 1770). Dieser Ehe entsprossen die Töchter Walentyna Gliszczyńska und Benigna Gliszczyńska.